# Arktika islandská
Arktika islandská (Arctica islandica) je druh mořského mlže z čeledi Arcticidae. Obývá kontinentální šelf na atlantickém pobřeží Ameriky od mysu Hatteras po Newfoundland a na severozápadním pobřeží Evropy od Biskajského zálivu po Island a Barentsovo moře. Larvy i dospělci se živí planktonem, dospělí jedinci žijí zahrabáni v sedimentech na dně a filtrují potravu z mořské vody. Lastura je černě zbarvená a oválného tvaru, dosahuje výšky do 5 centimetrů a průměru do 13 centimetrů. Druh je pro své chutné maso předmětem rozsáhlého komerčního sběru, Organizace pro výživu a zemědělství uvádí za rok 2014 celosvětovou produkci 117 474 tun (na konci 20. století to bylo až přes 180 tisíc tun).

## Dlouhověkost
Arktika islandská dosahuje pohlavní dospělosti v závislosti na teplotě a slanosti vody v deseti až třiceti letech. Díky antioxidantům živočich stárne pomalu a může se dožít několika stovek let. V roce 2006 byl u pobřeží Islandu nalezen jedinec, jehož stáří určili vědci z Bangorské univerzity po sečtení rýh na lastuře, které každoročně přirůstají, na 507 let. Dostal jméno Ming podle čínské dynastie, ze jejíž vlády se narodil. Je tak nejstarším zdokumentovaným živočichem, překonal želvu Jonathana (* asi 1832); naproti tomu stáří některých houbovců se odhaduje na více než dva tisíce let a medúza Turritopsis dohrnii je pro svou schopnost obrátit životní cyklus teoreticky nesmrtelná.